# Thyridia repens
Thyridia repens är en gyckelblomsväxtart som först beskrevs av Robert Brown, och fick sitt nu gällande namn av W.R.Barker och Beardsley. Thyridia repens ingår i släktet Thyridia och familjen gyckelblomsväxter. Inga underarter finns listade i Catalogue of Life.